# Smetanův dům (Litomyšl)
Smetanův dům je kulturní centrum města Litomyšl v Pardubickém kraji. Secesně-novorenesanční budova je kulturní památkou. Nachází se na Komenského náměstí na břehu řeky Loučné. Je obklopen parkem. Svůj název nese podle českého skladatele Bedřicha Smetany. 
Dům má obdélníkový půdorys, ze severní a jižní strany přechází do dvou křídel. Objekt tvoří velký sál, malý sál a restaurace. Pro potřeby kulturní scény města Litomyšle je velký sál využíván ve velké míře jako divadlo. Ve své době velkolepě budovaný dům, který se měl stát symbolem české kultury v Litomyšli, byl bohatě vyzdoben pracemi od Rudolfa Hamršmída s oponou od Františka Urbana. V interiéru se nachází štuková výzdoba.

## Historie

### Plánování a výstavba
Na místě současného Smetanova domu stával letohrádek Karlov, který sloužil neprve jako rezidence, později jako střelnice a nakonec se stal v druhé polovině 19. století centrem kulturního života města. Hrál zde divadelní sbor, nicméně prostory letohrádku byly nevyhovující, a o to více po roce 1895, kdy byl přijat v Rakousko-uhersku nový zákon o divadelních hrách, který znemožnil pořádání her v této budově z důvodů požární bezpečnosti. 
Výstavbu nového divadla v Litomyšli prosazoval Spolek pro vystavění divadelní budovy v Litomyšli, který se později přejmenoval na Stavební družstvo Smetanova domu v Litomyšli. Dlouhou dobu bylo diskutováno o tom, kde má být budova postavena; ačkoliv lokalita na břehu řeky Loučné byla zmiňována často, nejednalo se o jediný návrh. Zvažován byl rovněž i prostor dnešního Komenského náměstí. Stavební družstvo pozemek původního hostince i s několika domy vykoupilo a předpokládalo, že právě zde může divadlo vzniknout. Město souhlasilo s finanční pomocí na stavbu objektu. Rozhodnutí odkoupit letohrádek Karlov padlo až poté, co zemřel tamní vlastník. Město nakonec souhlasilo na jednání svého zastupitelstva dne 6. února 1902, že sumou 40 000 korun jej odkoupí, nechá zbourat a bude moci vzniknout nové divadlo. Prodej divadla byl i přesto předmětem několika sporů, neboť dědička stavby nesouhlasila se slevou na nákupu. 
Zvítězil nakonec projekt architekta Viktorina Šulce. Stavební práce byly zahájeny v roce 1903 a nová budova měla být otevřena slavnostně dne 28. září 1904. Vzhledem k prodlevám při stavbě k tomu však nedošlo a Smetanův dům tak byl otevřen pro veřejnost až o rok později. Na stavbu dohlížel místní stavitel Josef Kreml. Vzhledem k častým požárům v dějinách města se při výstavbě objektu hledělo především na používání méně hořlavých nebo nehořlavých materiálů. Město dokázalo budovu dokončit nakonec na jaře 1905 a celkové finanční prostředky dosáhly sumy cca půl milionu tehdejších korun. Litomyšl si volila svého intendanta, který ve jménu města objekt spravoval. Město rovněž zřídilo divadelní komisi, která měla nicméně v dané záležitosti pouze poradní funkci. 

### Slavnostní otevření a provoz budovy

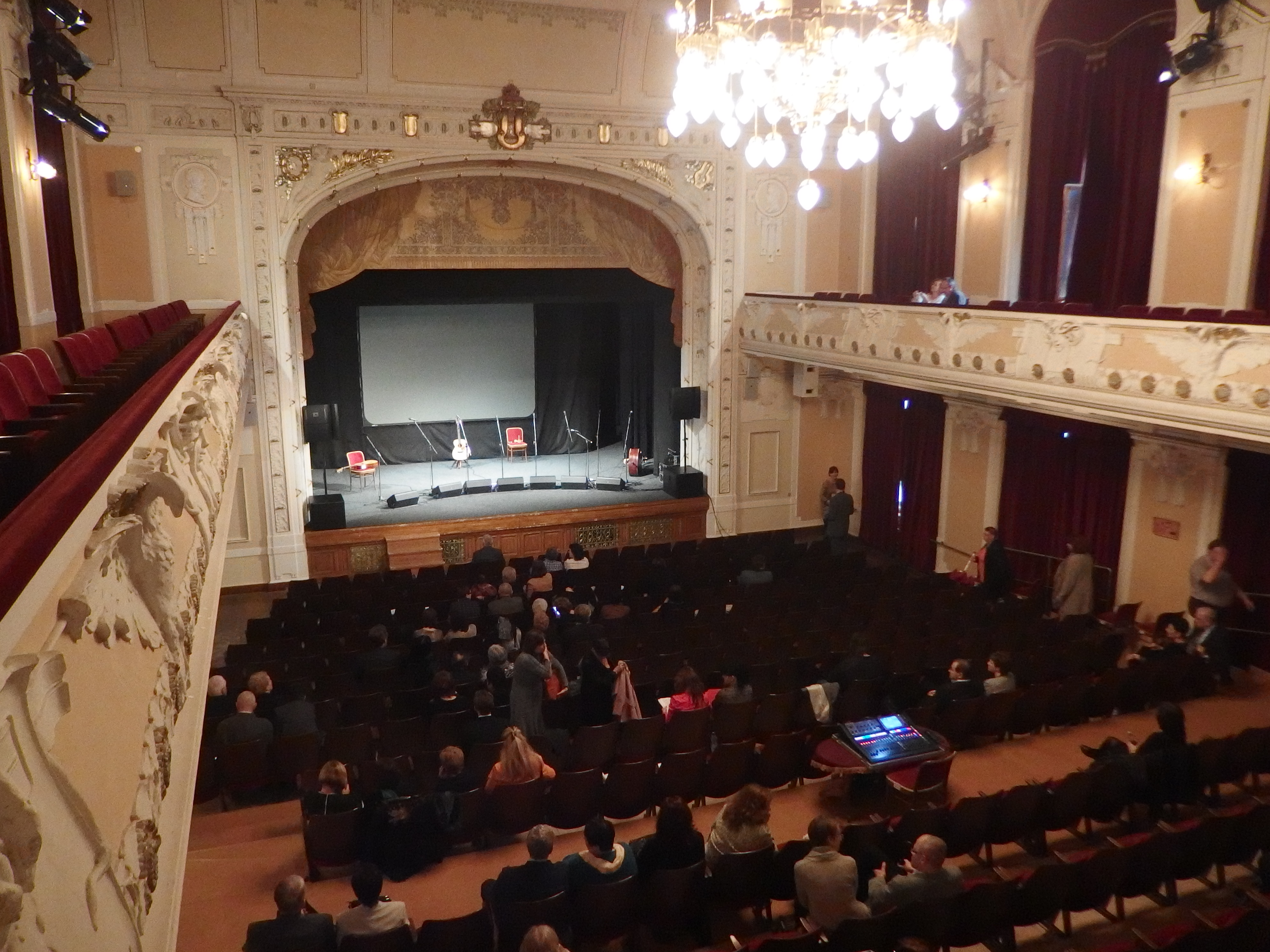
Jeviště Smetanova domu.

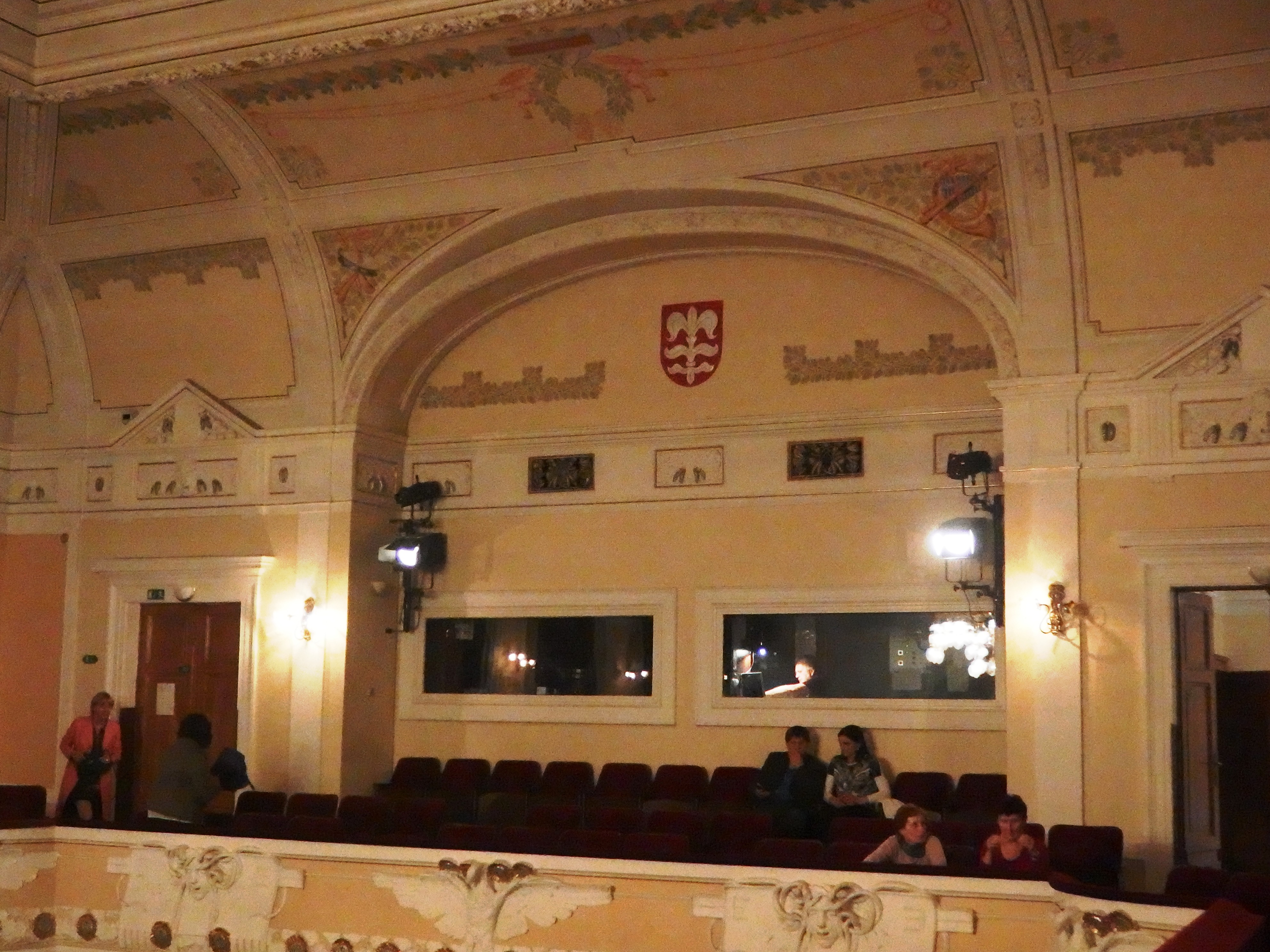
Balkon ve Velkém sále.

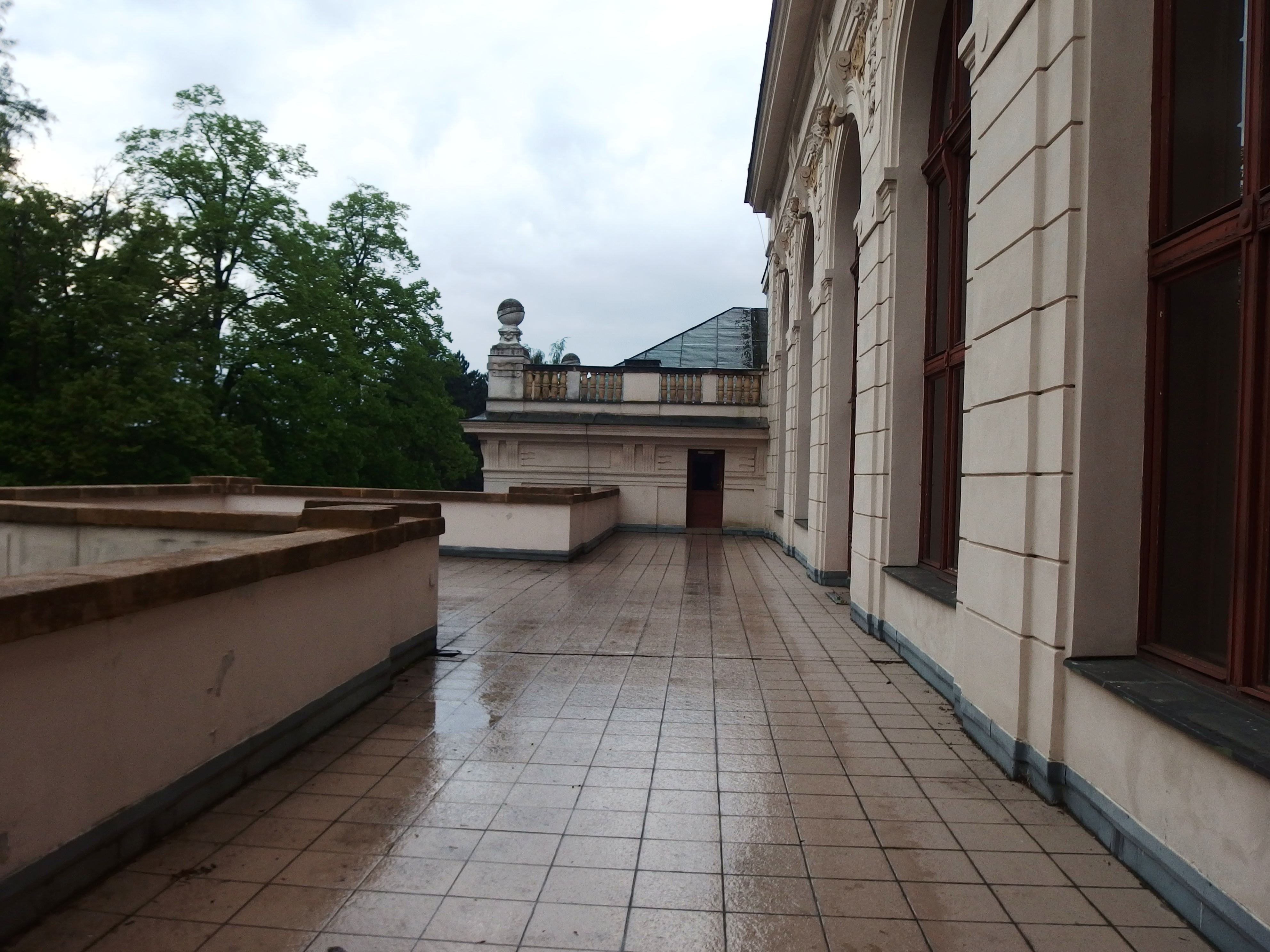
Terasa.

Budova byla slavnostně otevřena 11. června 1905 za přítomnosti Aloise Jiráska, Jaroslava Kvapila, šesti českých zemských poslanců a bývalého ředitele Národního divadla Františka Adolfa Šuberta. Prvním představením ve Smetanově domě byla opera Dalibor, poté se konaly různé koncerty. Pro velký zájem místních byla opera Dalibor několikrát opakována. Oslavy otevření nakonec probíhaly tři týdny, ukončeny byly až setkáním uváděným tehdejším starostou Janem Laubem dne 15. července 1905.
Původně pro potřeby místního divadla působil pouze dobrovolnický divadelní sbor, který později doplnil sbor profesionální. Pořádány zde byly rovněž i plesy a provozována byla také restaurace, jejíž provoz pomáhal snížit nemalé náklady na provoz budovy. V malém sále se rovněž pořádaly i výstavy. Dům rovněž sloužil i místním spolkům a organizacím. Předmětem sporu se ale stal záměr užití budovy pro sjezd Katolické jednoty, který město ale nakonec povolilo. 
Během první světové války byly přerušeny politické akce ve Smetanově domě, byl omezen kulturní program a přibyla setkání na podporu Rakousko-uherských vojáků na frontách. Během války se také hlavní sál Smetanova domu začal využívat i jako promítací sál pro kino. Činnost, která byla typická pro Smetanův dům před vypuknutím války se obnovila až po vzniku Československé republiky v závěru roku 1918. 
Druhá světová válka nezasáhla do kulturní činnosti domu podstatnějším způsobem. Byly však zakázány politické akce jiných subjektů, než bylo Národní souručenství a NSDAP. Program dobu podléhal cenzuře stejně, jako tomu bylo v případě tisku a rozhlasu na území Protektorátu Čechy a Morava. I přes náročné období budova prošla v roce 1941 opravou, na kterou město Litomyšl vyčlenilo 50 tisíc korun. Pouze v závěru války byl hlavní sál častěji využíván pro nocování válečných zajatců, a to jak německých, tak i sovětských. 
Slavnostní znovuotevření Smetanova domu po skončení konfliktu proběhlo dne 28. května 1945 při příležitosti narozenin Edvarda Beneše. Setkání v březnu 1948 k výročí úmrtí T. G. Masaryka se změnilo v manifestiaci proti komunistickému režimu, který se právě ustanovoval. V programu domu přibývalo různých politických ale především vzpomínkových akcí, které připomínaly řadu zesnulých osobností a často měly politický charakter. Smetanův dům se stal rovněž i středobodem festivalu Smetanova Litomyšl.[zdroj?]
Po roce 1950 byl kulturní program v rámci Smetanova domu omezen, oba sály (malý a velký) sloužily nicméně poměrně často pro potřeby sjezdů KSČ. Rovněž se zde pořádala některá soudní jednání a politické procesy, výročí narozenin Stalina a úmrtí V. I. Lenina. V roce 1950 byla rovněž zřízena organizace s názvem Smetanův dům osvěty a z hlediska správy byl dům převeden na Okresní národní výbor z tehdejšího MNV (městského úřadu). Převod však byl značně komplikovaný, poměrně dlouhou dobu se vlekl a na potřebné opravy budovy, která v roce 1955 slavila 50 let od svého dokončení, scházely prostředky. Alespoň některé nutné opravy byly nicméně v závěru 50. let 20. století provedeny.
Na přelomu 50. a 60. let začaly v programu Smetanova domu dominovat hudební akce, mezi které patřily např. Litomyšlské hudební večery. 
V roce 1962 byla původní organizace Smetanův dům osvěty zrušena a nahrazena Jednotným klubem pracujících. Ten byl financován prostřednictvím povinných příspěvků, které platily jednotlivé firmy z Litomyšle. Organizace byla podřízena odborům místních podniků. Horšící problémy s technickým stavem budovy, především s topením, však způsobily přerušování programu různých akcí. Padlo rozhodnutí, že dům bude používán jen při výjimečných příležitostech. Rekonstrukční práce byly prováděny od konce roku 1962, bohužel však jen v omezené míře a ještě velmi nekvalitně. Obyvatelé Litomyšle kritizovali špatný postup prací, jejichž náklady dosáhly jednoho milionu tehdejších korun. Rekonstrukce probíhaly i v 60. letech, v letech sedmdesátých poté byla provedena rozsáhlejší přestavba celého domu. Obnova interiéru byla dokončena v lednu 1973, kdy byl dům znovuotevřen hrou M. D. Rettigová od Aloise Jiráska. Pro zvýšení návštěvnosti akcí v domu byly do divadelních her zváni herci známí v celé tehdejší ČSSR. Kromě toho se ve Smetanově domě konaly i nadále politické akce pod vedením KSČ, mimo toho také i první bigbítový koncert (1964) a diskotéka (1970). 
Neutěšený však byl i nadále stav fasády, která byla opravována v druhé polovině 70. let 20. století. V roce 1980 byla opravena i zadní fasáda a stavební práce na Smetanově domě byly konečně ukončeny. 
Po roce 1990 byl Smetanův dům převeden ze Sdruženého klubu pracujících pod městskou společnost KASS Litomyšl. Ta nesla od roku 1992 název Smetanův dům. V 90. letech bylo obnoveno topení, sociální zařízení ze 70. let ale především modernizována zvuková i obrazová technika, která omezovala divadelní soubory v jednotlivých představeních. Po těchto opravách byl dům opětovně otevřen dne 26. října 1995. Místní restaurace byla obnovena o čtyř roky později. 